# آی‌ان‌اس تاراجیری (اف۴۱)
آی‌ان‌اس تاراجیری (اف۴۱) (به انگلیسی: INS Taragiri (F41)) یک کشتی است که طول آن 113 m می‌باشد. این کشتی در سال ۱۹۸۰ ساخته شد.